# Sympistis iota
Sympistis iota là một loài bướm đêm trong họ Noctuidae.